# إي إن أ (قناة كورية جنوبية)
إي إن أ ؛ هي شبكة تلفزيونية مدفوعة (مشفرة) في كوريا الجنوبية تديرها كي تي إي إن أ، وهي شركة إذاعية تابعة لـ كي تي سكاي لايف المملوكة لمجموعة كي تي.

## نبذه
بدات اي ان أ بعرض الدراما في 2022 ، تتكون برامج اي ان أ من مسلسلات تلفزيونية وعروض متنوعة. يتم التخطيط والانتاج لبرامج إي إن أ من قبل كي تي استوديو جيني، في 7 ابريل 2023 ، اعلنت الشركة الام KT انها ستنتج أكثر من 30 مسلسل درامي جديد و 300 عرض ترفيهي على مدى السنوات الثلاث المقبلة.
ستستثمر الشركة 500 مليار وون (410.4$ مليون دولار) للإنتاج المحتوى الأصلي على مدى السنوات الثلاث المقبلة، وستتولى شركة كي تي استوديو جيني التابعة لشركة KT مسؤولية التخطيط والإنتاج، وبحسب الشركة، سيتم توزيع الأعمال من خلال قنوات الخاصة بـ KT ، بما في ذلك خدمات البث التلفزيوني عبر الإنترنت.
المسلسل التلفزيوني الأعلى تقييمًا في ENA هو المحامية الغريبة يونغ وو ، والذي تم عرضه لأول مرة بمتوسط مشاهدة على مستوى البلاد بنسبة 0.9٪ ، وحقق ارتفاعاً قياسياً بمتوسط تقييم 17.534٪ بحوالي 4.4 مليون مشاهدة على مستوى البلاد في الحلقة الأخيرة، مما جعله سابع أعلى دراما تقييما في تاريخ تلفزيون الكابل الكوري في ذلك الوقت (القنوات الخاصة).

## برامج

#### الاثنين و الثلاثاء
- لا أرغب في فعل أي شيء (21 نوفمبر – 27 ديسمبر 2022)
- القمر الورقي (10 أبريل – 9 مايو 2023)
- أوه! يونغ شيم (15 مايو – 13 يونيو 2023)
- أكاذيب مخبأة في حديقتي (19 يونيو – 11 يوليو 2023)
- مختلفات (17 يوليو – 22 أغسطس 2023)
- المجند الجديد 2 (28 أغسطس 2023)
- اخبرني انك تحبني (27 نوفمبر 2023 – 16 يناير 2024)
- استوديو منتصف الليل (11 مارس – 6 مايو 2024)
- تصادم (13 مايو – 18 يونيو 2024)
- حضرة القاضي (12 أغسطس 2024)
- عزيزتي هايري (23 سبتمبر 2024)
- تخمير الحب (4 نوفمبر 2024)
- ناميب (24 ديسمبر 2024)
- الام وأمي (3 مارس 2025)
- نكهة الحب (12 مايو 2025)
- صالون هولمز (16 يونيو 2025)
- العيوب (21 يونيو 2025)
- نجمي الذهبي (18 أغسطس 2025)

#### الأربعاء والخميس
- لا تيأس أبدا (4 مايو – 23 يونيو 2022)[5]
- المحامية الغريبة يونغ وو (29 يونيو – 18 أغسطس 2022)
- عمل جيد (24 أغسطس – 29 سبتمبر 2022)
- الحب للمغفلين (5 أكتوبر – 1 ديسمبر 2022)
- إلغاء قفل رئيسي (7 ديسمبر 2022 – 12 يناير 2023)
- غرباء من جديد (18 يناير – 22 فبراير 2023)
- رجل التوصيل (1 مارس – 6 أبريل 2023)
- بو را! ديبورا (12 أبريل – 25 مايو 2023)
- معركة السعادة (31 مايو – 20 يوليو 2023)
- شوق لك (26 يوليو – 7 سبتمبر 2023)
- يوم الاختطاف (13 سبتمبر – 25 أكتوبر 2023)
- قمر في النهار (1 نوفمبر – 14 ديسمبر 2023)
- مثل الزهور في الرمال (20 ديسمبر 2023 – 31 يناير 2024)

#### الجمعة والسبت
- مجند جديد (23 يوليو – 20 أغسطس 2022)[6]
- غاوس للإلكترونيات (30 سبتمبر – 5 نوفمبر 2022)

#### السبت والأحد - الاحد والإثنين
- يعيش الشر (14 أكتوبر 2023)

## روابط خارجية
- الموقع الرسمي
 (بالكورية)